# Amarantfrö
Amarantfrö är frön från vissa amaranter som används som livsmedel, inklusive från rävsvans (amarant). När fröna kokas avger de stärkelse och detta gör att amarantfrön kan användas till redningar. Blomman kan användas för färgning och ger en mörkt rödblå färg. Den syntetiska färgen amaranth (E123) ligger nära färgmässigt den färg man får från blomman. 
Amarantfrö är ett frö med lågt GI-värde som är nära besläktat med quinoa (en annan amarantväxt). Amarant kan med fördel användas till gröt eller malas till mjöl för bakning. Amaranten växer som högvuxna, bredbladiga plantor som var och en lämnar ifrån sig tusentals frön.
Amarant har använts som gröda under lång tid, och bland annat omnämns grödan i ett antikt grekiskt verk – Aesopica. Grödan har som en av få grödor funnits både i Amerika och Eurasien. Aztekerna kallade den för huautli, men idag kallas den kiwicha. Den användes i ceremonier för aztekiska gudar, varför odlingen förbjöds i Mexiko. Hopiindianernas förkärlek för färgen röd, kommer av att den var enkel att framställa ur amarant.
Idag odlas den i delar av Afrika, i Mexiko, Guatemala, Peru, Indien, och Nepal. Den innehåller stora mängder fullvärdigt protein. Eftersom den är självpollinerade, sprids den lätt och A. albus, A. blitoides, A. hybridus, A. palmeri, A. powellii, A. retroflexus, A. spinosus, A. tuberculatus, och A. viridis är klassade som ogräs.